# Папрадище (община Кичево)
 Тази статия е за кичевското село.  За велешкото вижте Папрадище (община Чашка).  
Папрадище или Папрадища (на македонска литературна норма: Папрадиште; на албански: Papradishti) е село в Северна Македония, община Кичево.

## География
Селото е разположено в областта Горно Кичево в западните поли на Добра вода.

## История
Според „Кичево в миналото си и сега“ Папрадища е заселено от арнаути дошли от Полога в XVIII век.
В XIX век Папрадище е село в Кичевска каза на Османската империя. В „Етнография на вилаетите Адрианопол, Монастир и Салоника“, издадена в Константинопол в 1878 година и отразяваща статистиката на населението от 1873 година Папрадища (Papradischta) е посочено като село със 100 домакинства с 290 жители мюсюлмани.
Според статистиката на Васил Кънчов („Македония. Етнография и статистика“) към 1900 година в Папрадища живеят 220 арнаути мохамедани.
На Етнографската карта на Битолския вилает на Картографския институт в София от 1901 година Папрадища е чисто албанско село в Кичевската каза на Битолския санджак с 40 къщи.
След Междусъюзническата война в 1913 година селото попада в Сърбия.
На етническата си карта на Северозападна Македония в 1929 година Афанасий Селишчев отбелязва Папрадище като албанско село.
Според преброяването от 2002 година селото има 75 жители – 74 албанци и 1 друг.
От 1996 до 2013 година селото е част от Община Осломей.